# Charles Dvorak
Charles Edward Dvorak (Chicago, 27 novembre 1878 – Seattle, 18 dicembre 1969) è stato un astista statunitense, medaglia d'oro alle Olimpiadi di Saint Louis 1904.

## Palmarès
| Anno | Manifestazione  | Sede      | Evento           | Risultato | Prestazione | Note            |
| ---- | --------------- | --------- | ---------------- | --------- | ----------- | --------------- |
| 1904 | Giochi olimpici | St. Louis | Salto con l'asta | Oro       | 3,50 m      | Record olimpico |